# Knippa
De knippa (Melicoccus bijugatus, Papiaments: kenepa) is een fruitboom uit de zeepboomfamilie (Sapindaceae). De langzaam groeiende boom is tot 25 m hoog en heeft een tot 1,7 m brede stam met een gladde, grijze schors en uitgespreide takken. Jonge takken zijn roodachtig. In droge tijden kan de boom zijn blad verliezen. De samengestelde, afwisselend geplaatste bladeren worden 15-20 cm lang. Ze bestaan uit vier tegenoverstaande, elliptische, toegespitste, 5-12,5 × 3-7 cm grote deelblaadjes. De 5-8 mm brede, groenwitte bloemen staan in eindstandige, 6-10 cm lange bloeiwijzen en bestaan uit vier kroonbladeren. Mannelijke en vrouwelijke bloemen groeien meestal aan aparte bomen, maar er bestaan ook bomen met bloemen van beide geslachten.
De plant wordt gekweekt voor zijn ronde of ovale, circa 4 cm grote vruchten, die in trossen groeien. De vruchten rijpen gedurende de zomer en lijken enigszins op de lychee uit dezelfde plantenfamilie. De dunne, gladde, groene, leerachtige schil kan met de hand verwijderd worden, waarna het geelachtige of zalmkleurige, doorschijnende, sappige vruchtvlees tevoorschijn komt. Het weinige vruchtvlees zit vast aan een grote, gelig-witte, ovale pit, die een witte kern heeft. De smaak van het vruchtvlees varieert van zuur tot zoet. Er wordt geprobeerd om rassen met kleinere pitten en meer vruchtvlees te ontwikkelen. De pitten kunnen worden geroosterd en gegeten als zonnebloempitten.
De knippa komt van nature voor in een groot gedeelte van de Amerikaanse tropen: in Midden-Amerika, Colombia, Venezuela, Guyana, Frans-Guyana, Suriname en de Caraïben. In Nederland wordt de vrucht vooral verkocht in tropische winkels en op markten door Nederlanders van Surinaamse en Curaçaose afkomst.

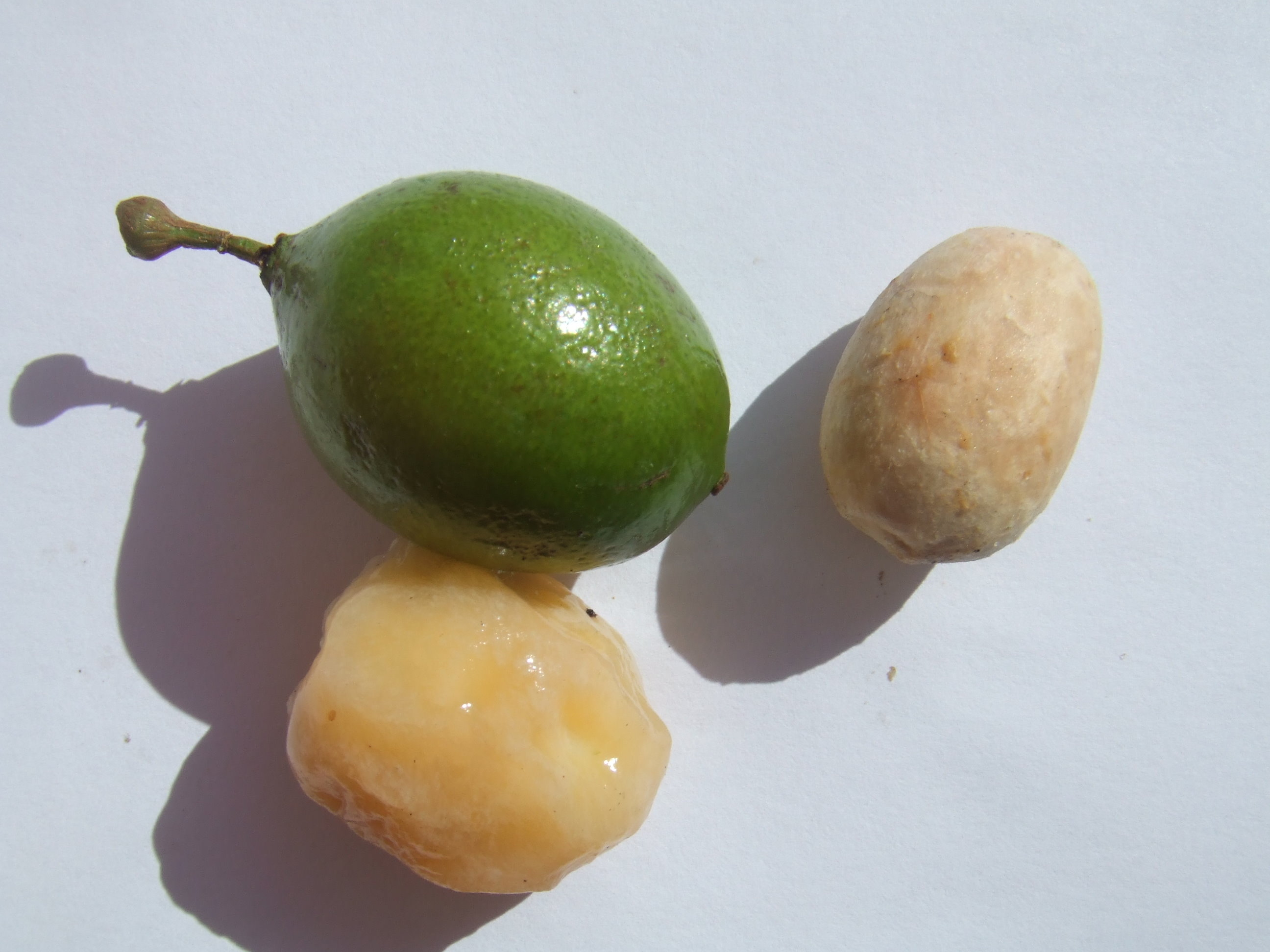
Vruchtvlees, vrucht en zaad
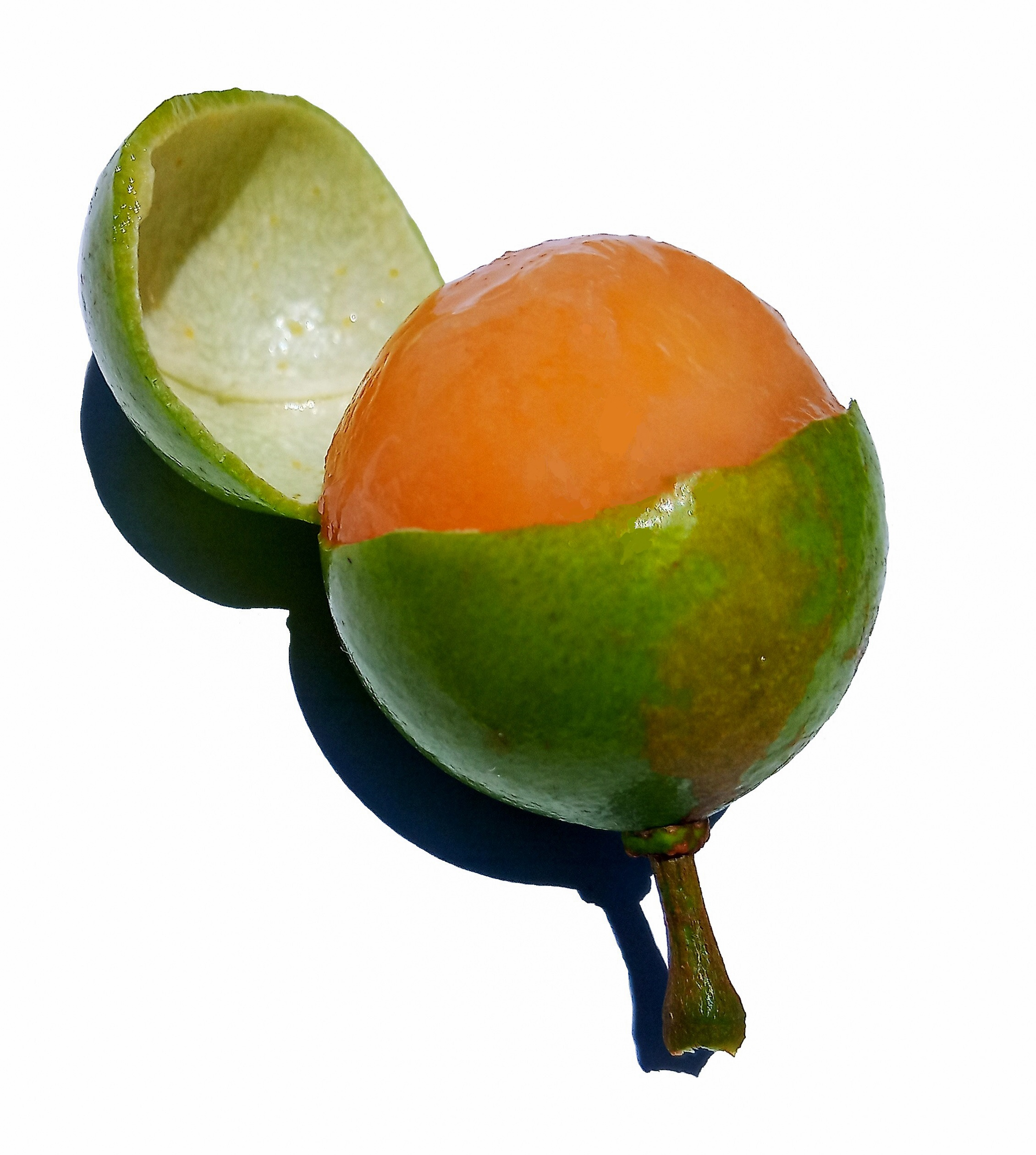